# HD 37756
Désignations
HD 37756, également désignée HR 1952, est une étoile binaire de la constellation d'Orion, située à moins d'un degré au nord de la brillante Alnitak. Elle est visible à l'œil nu avec une magnitude apparente combinée de 4,95. D'après la mesure de sa parallaxe annuelle par le satellite Gaia, le système est distant d'environ ∼ 1 240 a.l. (∼ 380 pc) de la Terre. Il s'éloigne du Système solaire à une vitesse radiale de +26 km/s. Il est membre du sous-groupe OB1b de l'association OB1 d'Orion, qui inclut les étoiles de la ceinture d'Orion.
HD 37756 est une binaire spectroscopique à raies doubles avec une période orbitale de 27,15 jours et avec une excentricité élevée de 0,74. La nature binaire du système est identifiée pour la première fois par E. B. Frost en 1906. Son étoile primaire est une étoile bleu-blanc de la séquence principale de type spectral B3V ou une sous-géante un peu plus évoluée de type spectral B2IV. La composante secondaire est assez lumineuse pour être indépendamment observée dans le spectre ; elle apparaît être une étoile de type B1.
HD 37756 est une étoile variable suspectée. Elle a été répertoriée comme une possible variable de type β Cephei avec une période de 0,379 68 jour et une amplitude de 0,03 magnitude dans la bande B du système photométrique UBV. Alternativement, ce pourrait être une binaire à éclipses candidate avec une baisse minimale de 0,04 en magnitude visuelle durant chaque orbite,.